# Miedzichowo (gmina)
Miedzichowo est une gmina rurale du powiat de Nowy Tomyśl, Grande-Pologne, dans le centre-ouest de la Pologne. Son siège est le village de Miedzichowo, qui se situe environ 14 km au nord-ouest de Nowy Tomyśl et 66 km à l'ouest de la capitale régionale Poznań.
La gmina couvre une superficie de 208,51 km2 pour une population de 3 684 habitants en 2011.

## Géographie

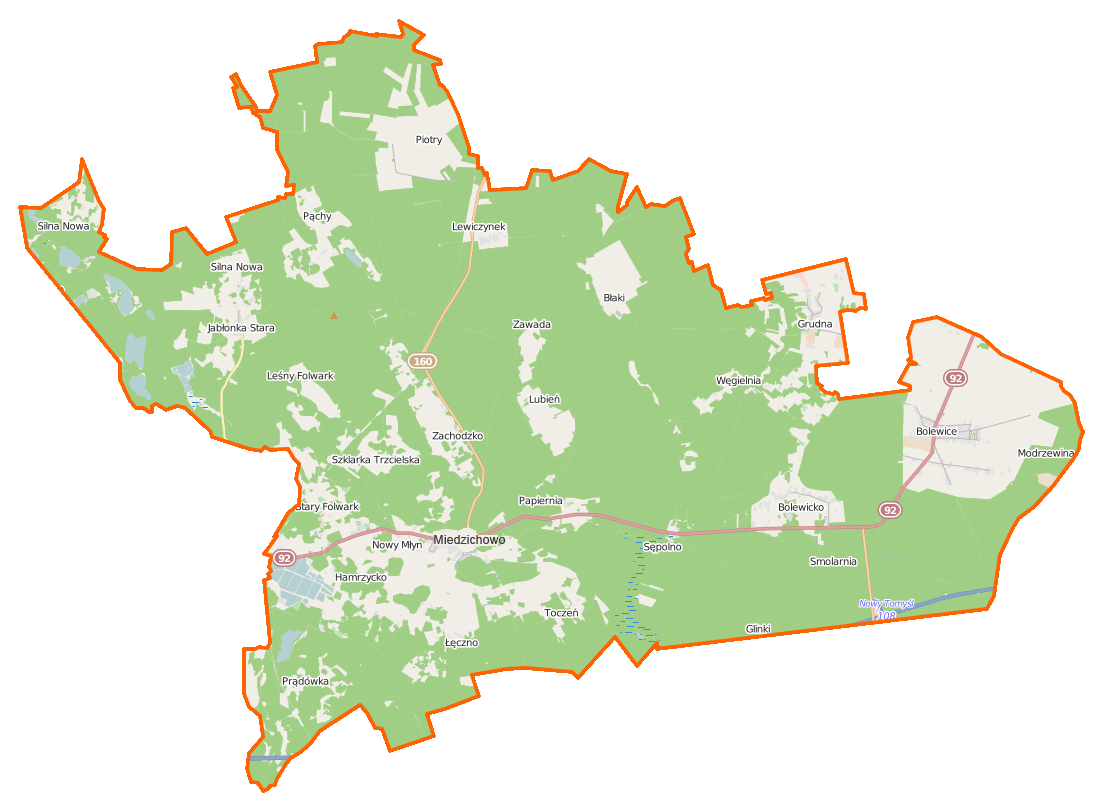
Plan de la gmina.

Outre le village de Miedzichowo, la gmina inclut les villages de:
- Błaki
- Bolewice
- Bolewicko
- Grudna
- Jabłonka Stara
- Łęczno
- Lewiczynek
- Lubień
- Nowa Silna
- Pąchy
- Piotry
- Prądówka
- Sępolno
- Stary Folwark
- Szklarka Trzcielska
- Toczeń
- Trzciel-Odbudowa
- Węgielnia
- Zachodzko
- Zawada

### Gminy voisines
La gmina de Miedzichowo est bordée des gminy de :
- Lwówek
- Międzychód
- Nowy Tomyśl
- Pszczew
- Trzciel
- Zbąszyń

## Structure du terrain
D'après les données de 2002, la superficie de la commune de Miedzichowo est de 208,51 km², répartis comme tel :
- terres agricoles : 23%
- forêts : 70%

La commune représente 20,61% de la superficie du powiat.

## Démographie
Données du 31 décembre 2011 :
| Description        | Total  | Total | Femmes | Femmes | Hommes | Hommes |
| ------------------ | ------ | ----- | ------ | ------ | ------ | ------ |
| Unité              | Nombre | %     | Nombre | %      | Nombre | %      |
| population         | 3 684  | 100   | 1 855  | 50,4   | 1 829  | 49,6   |
| Densité (hab./km²) | 17,7   | 17,7  | 8,9    | 8,9    | 8,8    | 8,8    |